# Карен Крантцке
Карен Крантцке (англ. Karen Krantzcke; 1 лютого 1947 — 11 квітня 1977) — колишня австралійська тенісистка.
Найвищу одиночну позицію світового рейтингу — 9 місце досягла 1970 року.
Найвищим досягненням на турнірах Великого шолома був фінал в парному розряді.

## Фінали турнірів Великого шолома

### Парний розряд (1–3)
| Результат | Рік  | Турнір                                 | Покриття | Партнерка        | Суперниці                         | Рахунок       |
| --------- | ---- | -------------------------------------- | -------- | ---------------- | --------------------------------- | ------------- |
| Перемога  | 1968 | Відкритий чемпіонат Австралії з тенісу | Трава    | Керрі Мелвілл    | Джуді Тегарт Леслі Тернер Боурі   | 6–4, 3–6, 6–2 |
| Поразка   | 1970 | Відкритий чемпіонат Австралії          | Трава    | Керрі Мелвілл    | Маргарет Корт Джуді Тегарт-Долтон | 3–6, 1–6      |
| Поразка   | 1972 | Відкритий чемпіонат Австралії          | Трава    | Патрісія Коулмен | Гелен Гурлей Керрі Гарріс         | 0–6, 4–6      |
| Поразка   | 1974 | Вімблдонський турнір                   | Трава    | Гелен Гурлей     | Івонн Гулагонг-Коулі Пеггі Мічел  | 6–2, 4–6, 3–6 |

## Часова шкала турнірів Великого шлему в одиночному розряді
| W | Ф | ПФ | ЧФ | #Р | КТ | К# | DNQ | A | NH |

| Турнір                                 | 1964 | 1965 | 1966 | 1967 | 1968 | 1969 | 1970 | 1971 | 1972 | 1973 | 1974 | 1975 | 1976 | 1977 | 1977 |
| -------------------------------------- | ---- | ---- | ---- | ---- | ---- | ---- | ---- | ---- | ---- | ---- | ---- | ---- | ---- | ---- | ---- |
| Відкритий чемпіонат Австралії з тенісу | 2р   | 2р   | 3р   | 3р   | ЧФ   | ЧФ   | ПФ   |      | 2р   | ЧФ   | ЧФ   |      |      | ПФ   |      |
| Відкритий чемпіонат Франції з тенісу   |      |      | 3р   | 2р   | 3р   | 1р   | ПФ   |      | 3р   |      |      |      |      |      |      |
| Вімблдонський турнір                   |      |      | 2р   | 3р   | 2р   | 2р   | ЧФ   |      | 2р   | 2р   | 2р   |      |      |      |      |
| Відкритий чемпіонат США з тенісу       |      |      |      |      | 3р   | ЧФ   |      |      | 3р   | 3р   | 3р   |      |      |      |      |

Нотатка: 1977 року Відкритий чемпіонат Австралії відбувся двічі: в січні та грудні.